# Golf Royal de Meknès
Le Golf Royal de Meknès (en arabe : الغولف الملكي بمكناس) est un parcours de golf situé dans la ville de Meknès au (Maroc).
Ce golf dispose d'un parcours de 9 trous implanté dans les jardins du Palais du Sultan Moulay Ismail. 